# 5986 Xenophon
5986 Xenophon eller 1969 TA är en asteroid i huvudbältet som upptäcktes den 2 oktober 1969 av den Schweiziska astronomen Paul Wild vid Observatorium Zimmerwald. Den har fått sitt namn efter den grekiske historikern, författaren och politikern Xenofon.
Asteroiden har en diameter på ungefär 8 kilometer.